# Sovran
Sovran — шостий студійний альбом гурту Draconian, випущений 30 жовтня 2015 під лейблом Napalm Records. Це — перший альбом гурту, записаний за участі нової вокалістки Хайке Ланґганс (:LOR3L3I:, ISON) після того, як Ліза Юганссон покинула гурт 2011 року. Це також останній альбом за участі басиста Фредріка Юганссона, який покинув гурт у квітні 2016.
29 січня 2016 року вийшов відеокліп на пісню «Stellar Tombs».

## Список композицій
Автор слів Андерс Якобссон усюди окрім зазначених, автор музики Йохан Ерікссон. 
| #     | Назва                                                                          | Тривалість |
| ----- | ------------------------------------------------------------------------------ | ---------- |
| 1.    | «Heavy Lies the Crown»                                                         | 6:39       |
| 2.    | «The Wretched Tide»                                                            | 6:09       |
| 3.    | «Pale Tortured Blue»                                                           | 6:14       |
| 4.    | «Stellar Tombs»                                                                | 6:02       |
| 5.    | «No Lonelier Star»                                                             | 7:50       |
| 6.    | «Dusk Mariner» (Хайке Ланґганс, Андерс Якобссон)                               | 8:00       |
| 7.    | «Dishearten» (Хайке Ланґганс, Андерс Якобссон)                                 | 6:37       |
| 8.    | «Rivers Between Us»                                                            | 6:48       |
| 9.    | «The Marriage of Attaris» (Хайке Ланґганс, Андерс Якобссон)                    | 8:54       |
| 10.   | «With Love and Defiance» (бонус-трек до обмеженого видання у форматі диджипак) | 4:21       |
| 67:34 |                                                                                |            |

## Учасники
- Хайке Ланґганс — вокал
- Андерс Якобссон — вокал
- Йохан Еріксон — соло-гітара, бек-вокал
- Даніель Арвідссон — ритм-гітара
- Фредрік Юганссон — баси
- Джеррі Торстенссон — ударні, перкусія
- Даніель Енгеде (з Crippled Black Phoenix) — чистий вокал у «Rivers Between Us».[2]

## Продюсування
- Підготовка й продюсування — Йохан Еріксон і гурт Draconian, співпродюсерами виступили Девід Кастільйо та Джейкоб Германн.[2]